# Mycosphaerella pseudosuberosa
Mycosphaerella pseudosuberosa är en svampart som beskrevs av Crous & M.J. Wingf. 2006. Mycosphaerella pseudosuberosa ingår i släktet Mycosphaerella och familjen Mycosphaerellaceae.   Inga underarter finns listade i Catalogue of Life.